# 星野拓海
星野 拓海（ほしの たくみ、1990年10月20日 - ）は、千葉県出身の元バスケットボール選手である。ポジションはシューティングフォワード。身長188cm、体重86kg。

## 来歴
小学校2年の時に『SLAM DUNK』の影響もありバスケットボールを始めた。市原市立有秋中学校に進学、2005年にはジュニアオールスターに千葉県選抜メンバーとして出場、準優勝した。3年次に関東大会に出場、東海大学付属相模中学校に敗れて全中を惜しくも逃した。中学では生徒会長も務めた。市立船橋高校に進学、デビュー戦で3ポイントシュートを13本成功させた。高校2年の終わりには、U-18日本代表の合宿に参加した。キャプテンとなった高校3年のとき、インターハイ予選で手を骨折し、本大会には間に合ったものの1回戦で沖縄県立北中城高等学校にトリプルオーバータイムの末、敗れた。同年のウィンターカップではベスト8に入った。高校を卒業後、筑波大学に進学したが、小指を疲労骨折しており、筑波大学附属病院に入院して手術を行った。同年夏前に再度同じ場所を疲労骨折した。4年次にはキャプテンを務めた。
大学卒業を控えた2013年2月、千葉ジェッツと練習生契約を結び、千葉エクスドリームスに入団した。
2014年2月に、千葉ジェッツに選手契約を結んだ。3月1日のつくばロボッツ戦でデビューし、初得点をあげた。2016年引退。
引退後は千葉県立八千代東高校の教員として指導をし、2021年春からは母校市立船橋高校に転任。市立船橋高等学校女子バスケットボール部のサブコーチとして技術面の指導にあたる。
現在、同高の男子バスケットボール部ヘッドコーチに就任している。